# Oligospermia
Los términos oligospermia y oligozoospermia hacen referencia a casos en los que el semen tiene poca calidad: una baja cantidad de espermatozoides, y es uno de los hallazgos más frecuentes en los casos de infertilidad masculina.
Un varón es diagnosticado de oligospermia cuando su concentración de espermatozoides es inferior a 15 millones de espermatozoides por mL de eyaculado, teniendo en cuenta los criterios establecidos por la Organización Mundial de la Salud (OMS) en el 2010. No obstante, en el año 2021 se publicó una actualización de dicho manual, constituyendo así la sexta edición. 
A menudo, el semen con una baja concentración de espermatozoides también puede presentar anormalidades significativas en la morfología y en la motilidad de los espermatozoides. Esta combinación de alteraciones seminales es lo que se conoce con el término técnico es oligoastenoteratozoospermia.

## Clasificación de la oligospermia
La prueba que se realiza para diagnosticar la calidad del semen y, más concretamente, la concentración de espermatozoides en la muestra se denomina seminograma. La concentración de espermatozoides se valora mediante cámaras de conteo como la cámara de Neubauer o la cámara Makler y métodos automáticos (CASA).
En función de la cantidad de espermatozoides, la oligozoospermia puede clasificarse de la siguiente manera: 
- Oligozoospermia leve: el eyaculado contiene entre 5 y 14 millones de espermatozoides por mililitro de semen.[3]
- Oligozoospermia moderada: el eyaculado contiene entre 1 y 5 millones de espermatozoides por mililitro de semen.
- Oligozoospermia grave: cuando el eyaculado contiene menos de un millón de espermatozoides por mililitro de semen. En estos casos, será necesario recurrir a las técnicas de reproducción asistida para lograr un embarazo.

Si el semen eyaculado contiene menos de 100.000 espermatozoides por mililitro de esperma, será una muestra criptozoospérmica. En cambio, si no se encuentran espermatozoides en la muestra de semen eyaculado, se denomina azoospermia.

## Etiología
La oligozoospermia tiene multitud de causas, y diferentes padecimientos pueden reducir la concentración de esperma. Los efectos de estas causas sobre la concentración espermática pueden ser temporales o permanentes.

### Causas pre-testiculares
Una baja concentración de espermatozoides en el eyaculado puede estar causado por problemas pre-testiculares. Se trata de condiciones que afectan a los órganos sexuales secundarios, problemas hormonales y problemas generalizados:
- el hipogonadismo por diversas causas;
- el consumo de estupefacientes, alcohol y tabaco;
- determinados ejercicios, como montar a caballo y el ciclismo;[5]
- algunos medicamentos, como los andrógenos.

Además, las situaciones prolongadas de estrés, también podría afectar a la calidad del semen y a la concentración espermática

### Causas testiculares
La causa se encuentra en los testículos:
- edad
- alteraciones en el cromosoma Y
  - microdelecciones del cromosoma Y

Los genes que están más implicados son de la región AZF, y dentro de la región AZF se distinguen las regiones AZFa, AZFb
y AZFc. Y dentro de la región AZFc se encuentra el gen DAZ (Deleted in Azoospermia).
La mayoría de microdeleciones se producen en la región AZFc y afectan al gen DAZ, siendo
éste el principal candidato a explicar la azoospermia de estos pacientes. Para la detección de estas microdelecciones se realiza mediante un análisis de sangre, con el aislamiento del ADN y la realización de una PCR multiplex con electroforesis capilar o análisis de fragmentos.
- cariotipo anormal
  - el síndrome de Klinefelter
- neoplasias, como, por ejemplo, el seminoma
- la criptorquidia
- el varicocele[7][8]
- traumatismos
- el hidrocele
- las paperas[9]
- la malaria
- defectos en la enzima USP26 en determinados casos.[10]

### Causas post-testiculares
Afectan al tracto genital y producen problemas durante la eyaculación:
- obstrucción en los conductos deferentes o la ausencia de éstos;
- infecciones como la prostatitis;
- la obstrucción del conducto eyaculador.

## Tratamiento
A la hora de establecer un tratamiento frente a la oligozoospermia, es necesario conocer primeramente la causa que está provocando la baja concentración de espermatozoides. Sin embargo, suelen administrarse el citrato de clomifeno, HMG e inyecciones de HCG.
Otros medicamentos y complementos comúnmente utilizados son la testosterona, la vitamina E, la vitamina C, los antioxidantes, una dieta alta en proteínas, pastillas homeopáticas (cuya efectividad, como todos los productos homeopáticos, no está comprobada). El objetivo de los tratamientos vitamínicos es, en general, mejorar la calidad (reducción de daños del ADN) en los espermatozoides que se producen a través de efectos antioxidantes, más que aumentar la cantidad en sí.
El uso de carnitina muestra cierta promesa en la mejora de la calidad de la esperma en una prueba controlada en algunos casos de infertilidad masculina, pero se necesitan más estudios. Por lo general, un urólogo examina el aparato reproductor masculino en busca de anomalías estructurales, obstrucción, varicocele, infección y de otras patologías. El tratamiento se basará en los resultados de este examen.

## Fertilidad
El logro de un embarazo puede ser un problema si el varón sufre de un bajo recuento de esperma. Sin embargo, puesto que hay espermatozoides en el eyaculado, desde luego no es imposible lograr un embarazo de manera natural con oligospermia. Por tanto, la posibilidad de lograr un embarazo con oligozoospermia dependerá del grado de severidad de la misma y también de si va a acompañada de otras alteraciones. 
En cualquier caso, si la oligozoospermia es leve y no se ha logrado el embarazo de manera natural, se puede intentar una inseminación artificial, siempre y cuando la mujer sea menor de 35 años y sea posible recuperar al menos 3-5 millones de espermatozoides móviles.
Si la inseminación artificial no funciona o el varón es diagnosticado de oligozoospermia moderada o severa, la alternativa sería recurrir a la fecundación in vitro (FIV), especialmente a la FIV-ICSI.